# Brachyelytracris
Brachyelytracris is een geslacht van rechtvleugeligen uit de familie veldsprinkhanen (Acrididae). De wetenschappelijke naam van dit geslacht is voor het eerst geldig gepubliceerd in 1992 door Baehr.

## Soorten
Het geslacht Brachyelytracris  is monotypisch en omvat slechts de volgende soort:
- Brachyelytracris viridifemur (Baehr, 1992)